# Baronia de Sant Marçal
La Baronia de Sant Marçal era una baronia del Comtat de Rosselló, relacionada amb el poble de Sant Marçal, que pertanyia a Pere Auger el 1530.
El baró de Sant Marçal, Pere Auger, empenyorà el títol de la baronia en un censal a favor de Joan Jaubert, notari de Perpinyà. A instàncies d'aquest notari, la cort del Veguer del Rosselló i del Vallespir va aprovar l'acta de venda de la baronia, que comprenia el lloc i territori de Sant Marçal, amb les senyories alta i baixa, a Joan Delpàs, doctor en dret civil i en dret canònic i advocat fiscal, jurisconsult de Perpinyà el 1525, amb funcions de jutge del Territori Reial. Era també assessor del Governador de Rosselló i Cerdanya, nomenat per Carles V. En pagà 600 lliures perpinyanenques, de les quals 300 eren per a pensions vençudes en el moment de la venda.
L'any 1727 obtingué del rei Lluís XV de França la conversió en marquesat de l'antiga baronia de Sant Marçal. El 1766 el darrer marquès de Sant Marçal deixa una fortuna al seu hereu, intitulat Comte de Sant Marçal.
Els barons, després marquesos i comtes, de Sant Marçal foren, per ordre cronològic:
1. Pere Auger (fins a 1530)
2. Joan Delpàs, per adquisició el 1532 (vers 1500 - 1541)
3. Joanot Delpàs i Pincart (1535 - 1573). El 1539 havia rebut ja la meitat de la senyoria
4. Jaume Delpàs i Pincart (? - 15.3.1611). Fou senyor també de Montoriol d'Amunt i d'Avall
5. Àngel Delpàs i Galíndez de Terreros (1.7.1576 -11.2.1628)
6. Ramon Delpàs i Alzina (17.2.1608 - 16.6.1662)
7. Àngel Delpàs i Alzina (21.10.1612 - testament el 21.11.1662). Baró de Sant Marçal i senyor de Montoriol
8. Àngel Carles Delpàs i Camporrells (27.8.1650 - testament el 17.10.1697). Baró de Sant Marçal i senyor de Montoriol
9. Àngel Carles Delpàs i d'Oms (28.7.1684 - testament el 25.12.1743). Baró de Sant Marçal i senyor de Montoriol, Pià, Croanques, Teulís i Puigsutrer. El 1727 esdevingué primer Marquès de Sant Marçal
10. Àngel Agustí Delpàs i de Generes (28.8.1711 - 27.9.1766). Segon Marquès de Sant Marçal, baró de Biosca i de Pià, senyor de Teulís, Croanques, Montoriol de Munt i de Vall Puigsutrer i Sant Esteve.
11. Joan Baptista Delpàs i de Generes (26.1.1714 - 30.5.1797). Comte de Sant Marçal.
12. Àngel Delpàs i d'Oriola (20.2.1765 - 20.1.1793). Segon Comte de Sant Marçal, cavaller de Sant Lluís.